# Adrénaline (film, 1989)
Pour les articles homonymes, voir Adrénaline (homonymie).
Adrénaline est un film d'horreur français sorti en 1989

## Synopsis
Adrénaline est une compilation de 13 courts métrages : Metrovision, Revestriction, Graffiti, Cimetière des éléphants, Embouteillage, Corridor, Urgence, Interrogatoire, La Dernière Mouche, T.V. Buster, Cyclope, Sculpture physique et Les Aveugles.

## Fiche technique
- Titre : Adrénaline
- Réalisation : 
  - Anita Assal : Cyclope, TV Buster, Les Aveugles
  - Barthélémy Bompard : Embouteillage, Graffiti, Revestriction
  - Philippe Dorison : Le Cimetière des éléphants
  - John Hudson : Cyclope, TV Buster, Les Aveugles
  - Jean-Marie Maddeddu : Sculpture physique, La Dernière Mouche, Urgences, Interrogatoire
  - Yann Piquer : Sculpture physique, La Dernière Mouche, Urgence, Interrogatoire, Métrovision
  - Alain Robak : Corridor
- Scénario : Philippe Bompard, Philippe Dorison, Jean-Marie Maddeddu, Yann Piquer, Alain Robak, Jean-Marc Toussaint et Hugo Verlomme
- Production : Éric Atlan
- Musique originale : Éric Daubresse, Richard Gili, Gilles Hekimian et Jean-Marc Padovani
- Photographie : Pierre Aïm, Bernard Cavalié, Bernard Déchet, Philippe Dorison, Philippe Gabel et Jean-Hugues Oppel
- Montage : Marco Cavé, Pierre Didier, Marianne Grellet, Pierre Oscar Levy, Jean-Marie Maddeddu, Elisabeth Moulinier et Yann Piquer
- Décors : Jean Pierre Camus, Jeff Garreau, Guillaume Lanoux et Pascale Mandonnet
- Son : Julien Naudin
- Effets spéciaux : Jean-Marc Toussaint
- Date de sortie : 
  - France : 31 janvier 1990
- Classification : interdit aux moins de 12 ans

## Distribution
- Clémentine Célarié : (segment TV Buster)
- Franck Baruk : (segment Embouteillages)
- Alain Aithnard : (segment Le Cimetière des éléphants)
- Barthélémy Bompard : (segment TV Buster)
- Jimmy Brouté : (segment La Dernière Mouche)
- Marie-Thérèse Caumont : (segment Corridor)
- Arno Chevrier : (segment Interrogatoire)
- Bernadette Coqueret : (segment Revestriction)
- Daniel Dupont : (segment Le Cimetière des éléphants)
- Gilbert Duprez : (segment Urgence)
- Laurent Galla : (segment La Dernière Mouche)
- Jean-François Gallotte : (segment Corridor)
- Valérie Genoud : (segment Le Cimetière des éléphants)
- Henri Guégan : (segment TV Buster)
- Catherine Le Hello : (segment La Dernière Mouche)
- Fabien Librecht : (segment La Dernière Mouche)
- Jean-Marie Maddeddu : (segments Sculpture physique, Cyclope, TV Buster, La Dernière Mouche, Urgence)
- Ged Marlon : (segment TV Buster)
- Marie-Christine Munchery : (segment Graffiti)
- André Obadia : (segment Le Cimetière des éléphants)
- Papus : (segment TV Buster)
- Yann Piquer : (segment Metrovision)
- Anne-Marie Pisani : (segment La Dernière Mouche)
- Anne Seiller : (segment TV Buster)
- Carol Styczen : (segment La Dernière Mouche)
- Carla Taillol : (segment Interrogatoire)
- Julien Thomast : (segment TV Buster)
- Fabien Vuilleret : (segment La Dernière Mouche)
- Roger Zaconni